# Gnatostomoza
Gnatostomoza (łac. gnathostomatosis, ang. gnathostomiasis) – choroba pasożytnicza wywołana przez nicienie Gnathostoma spinigerum i Gnathostoma hispidum, powodująca eozynofilowe zapalenie opon mózgowo-rdzeniowych i mózgu, wędrujące, swędzące zmiany skórne oraz powstanie nacieków zapalnych oka i narządów wewnętrznych.

## Epidemiologia
Choroba występuje endemicznie w Azji południowo-wschodniej, w Chinach i Japonii.

## Charakterystyka pasożyta i cykl życiowy

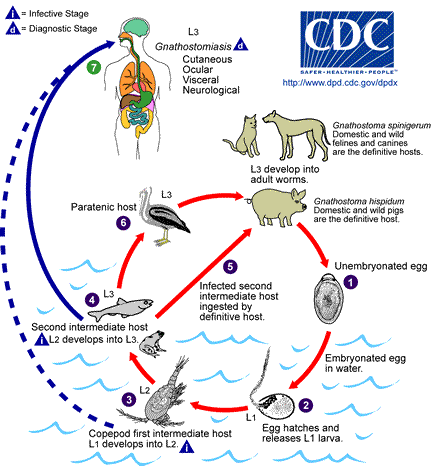
Cykl życiowy nicieni Gnathostoma.

W warunkach naturalnych formy dorosłe pasożytują w świetle przewodu pokarmowego psów i kotów, które wydalając kał zanieczyszczają wodę. Larwy pierwszego rzędu są zjadane przez oczliki z rodzaju Cyclops. Do rozwoju inwazyjnych postaci, dochodzi dopiero u zwierząt, które zjadają oczliki, czyli ryb, żab, węży, kurczaków i kaczek. Ludzie zarażają się poprzez zjedzenie niedogotowanego mięsa ryb lub drobiu. Do zakażeń dochodzi również wskutek spożycia tradycyjnych potraw tego regionu: somfaku w Tajlandii i sashimi w Japonii.

## Objawy i przebieg
Bezpośrednio po zarażeniu larwą pojawiają się niespecyficzne objawy, takie jak kaszel, krwiomocz, a w badaniach pojawia się eozynofilia. W skórze pojawiają się swędzące, wędrujące obrzęki, głównie zlokalizowane w okolicy oczu i na kończynach dolnych. Wskutek wędrowania larw wzdłuż nerwów występują przeszywające bóle korzeniowe, parestezje i wreszcie porażenia. W przypadku zajęcia ośrodkowego układu nerwowego dołączają objawy zapalenia opon mózgowo-rdzeniowych i zapalenia mózgu.

## Leczenie i profilaktyka
Podstawą profilaktyki jest obróbka mięsa na terenach endemicznego występowania choroby. W leczeniu stosuje się albendazol przez 3 tygodnie (400 – 800 mg/dobę) i chirurgiczne usunięcie nicieni. Nie stosuje się albendazolu w I trymestrze ciąży, a jeżeli to możliwe, nie stosuje się go u ciężarnych wcale.